# Kujō Tanemoto
Kujō Tanemoto est un nom japonais traditionnel ; le nom de famille (ou le nom d'école), Kujō, précède donc le prénom (ou le nom d'artiste).
Kujō Tanemoto (九条 稙基, 17 novembre 1725-17 mars 1743), fils de Yukinori, est un kugyō ou noble de cour japonais de l'époque d'Edo (1603-1868). Il adopte son oncle Naozane pour fils.

## Source de la traduction
- (en) Cet article est partiellement ou en totalité issu de l’article de Wikipédia en anglais intitulé « Kujō Tanemoto » (voir la liste des auteurs).